# كونان (كلب)
كونان، هو كلب عمليات تابع لوحدة دلتا للمهام الخاصة من جيش الولايات المُتحدة، شارك كونان في غارة باريشا في سوريا، والتي أسفرت عن مقتل «أبو بكر البغدادي»، زعيم تنظيم داعش في 27 تشرين الأول / أكتوبر 2019. طاردَ كونان البغدادي إلى نفق حيث فجر الأخير حزامه الناسف. صرح الجنرال «كينيث مكينزي» في 30 أكتوبر / تشرين الأول 2019 أن الكلب أصيب أثناء الغارة بسبب تَعرُضه لصعقة من سلك كهربائي مكشوف، لكنه تعافى وعاد إلى الخدمة الميدانية.
كونان من فصيلة الراعي البلجيكي وسُمي تيمُنًا على اسم مضيف البرامج «كونان أوبراين». يُعتبر كونان كلبًا مخضرمًا في قيادة العمليات الخاصة للولايات المتحدة، بحيث خدمَ في 50 مُهمة قتالية.

## الهوية
نشر الرئيس «دونالد ترامب» صورة كونان التي رُفعت عنها السرية على تويتر واصفًا أياه «بالكلب الرائع». تم رفع السرية عن اسمه في وقت لاحق، بعدَ ان كُشف عنه باسم «كونان» لمجلة نيوزويك. بعد أيام قليلة، أشار ترامب أيضًا إلى الكلب باسم كونان. أعاد ترامب في وقت لاحق تغريد صورة مزيفة لنفسه وهو يمنح كونان نسخة الكلب من وسام الشرف.
بعد أن حظي باهتمام التيار السائد سريعًا بعد الغارة، ظهرت بضاعة ملابس تُصور كونان وشعار "Zero "Bark" Thirty" على الإنترنت، في إشارة إلى Zero Dark Thirty، فيلم عن غارة العمليات الخاصة عام 2011 التي استهدفت «أسامة بن لادن».
كانت هناك تقارير مٌتضاربة حول جنس كونان بعد كُشف عنه للجمهور. ذكرت مجلة نيوزويك في البداية أن الكلب أنثى، لكن المجلة أصدرت لاحقًا تصحيحًا قال إن كونان ذكر. ذكرت أن كونان قد تم تدريبه بواسطة شركة في بيست، هولندا قبل نقله إلى الولايات المتحدة، ونُقل عن مالكه ومدربه السابق قوله: «إنه ذكر يبلغ من العُمر خمس سنوات. كلب جَيد.»

## زيارة البيت الأبيض
في 25 نوفمبر 2019، ظهر كونان بشكل مفاجئ مع مدرب في البيت الأبيض. استخدم المدرب اللغة الألمانية لأمرة الكلب أثناء الاجتماع. قدم الرئيس «دونالد ترامب» كونان إلى المراسلين في حديقة الورود بالبيت الأبيض، قائلاً: «هذا هو كونان. في الوقت الحالي، من المُحتمل أن يكون الكلب الأكثر شهرة في العالم»، وواصل تسميته «بسكويت صعب» و «المتشمم للمخدرات» و«المقاتل النهائي». كما حضرت السيدة الأولى «ميلانيا ترامب» ونائب الرئيس «مايك بنس» الحفل أيضًا، حيث داعب بنس كونان ووصفه بأنه «بطل» خلال تصريحات. وذكر الرئيس ترامب أنه إلى جانب تكريم كونان بميدالية ودرع، التقى ببعض جنود العمليات الخاصة الآخرين الذين شاركوا في غارة البغدادي، والذين لم يتم تحديد هويتهم لأسباب تتعلق بالأمن القومي.